# Ceratonereis aequisetis
Ceratonereis aequisetis är en ringmaskart som först beskrevs av Augener 1913.  Ceratonereis aequisetis ingår i släktet Ceratonereis och familjen Nereididae. Inga underarter finns listade i Catalogue of Life.